# De Folgeren

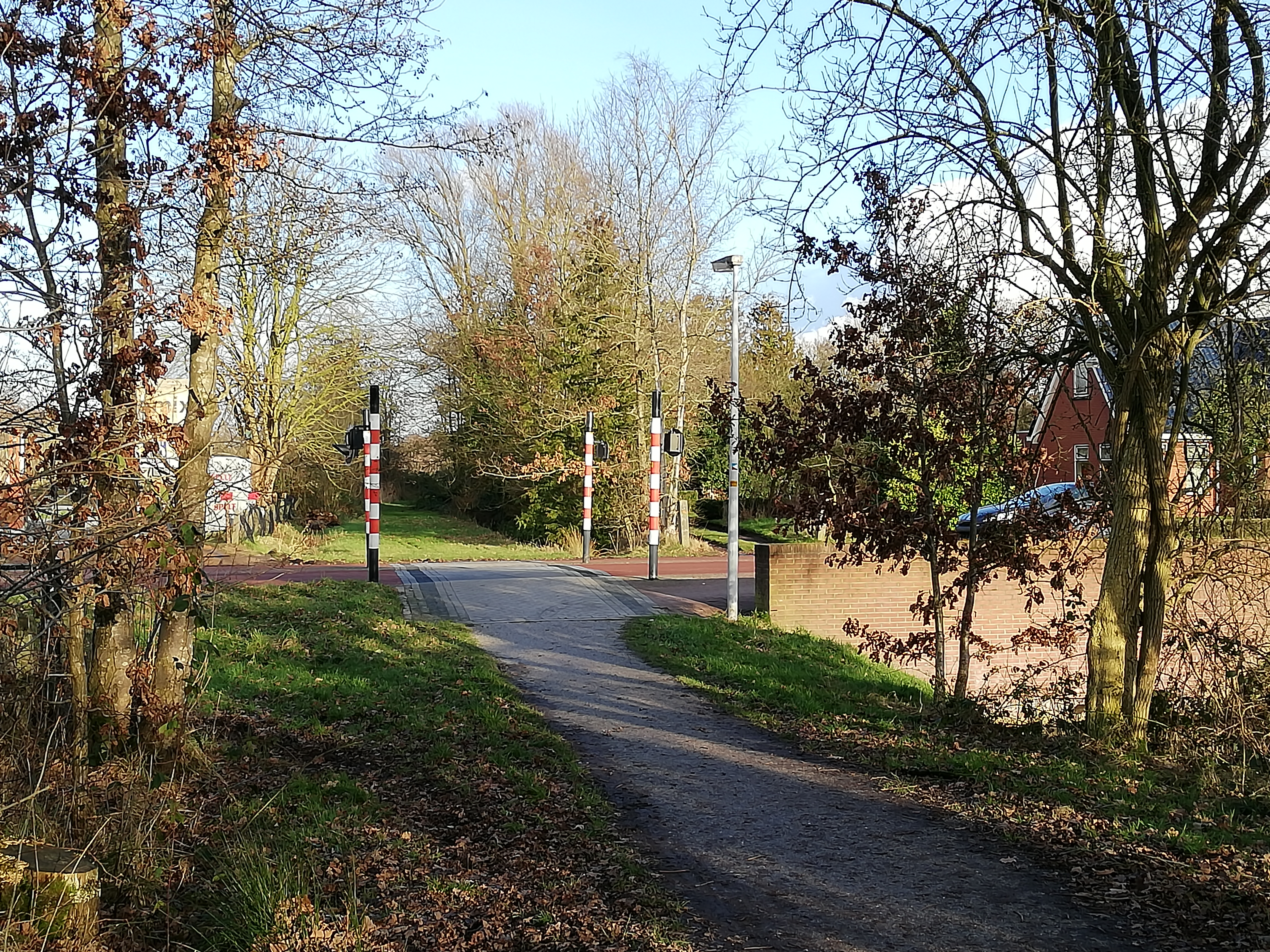
Voormalige spoorwegovergang

De Folgeren is een wijk in Drachten, in de Nederlandse provincie Friesland. De wijk ligt ten noordoosten van de rest van Drachten. De wijk is vernoemd naar de buurtschap Folgeren, waarvan het aan de westkant is gelegen.
In de wijk bevindt zich een watertoren.